# Apterona
Apterona is een geslacht van vlinders van de familie van de zakjesdragers (Psychidae).

## Soorten
- A. camdebooensis Sobczyk, 2019
- A. gracilis (Speyer, 1886)
- A. helicinella (Herrich-Schäffer, 1846)
- A. helicoidella (Vallot, 1827) - slakkenhuiszakdrager
- A. nylanderi (Wehrli, 1927)
- A. orientalis Kozhanchikov, 1956
- A. pellucida Sobczyk, 2019
- A. powelli (Oberthür, 1922)
- A. pusilla (Speyer, 1886)
- A. stauderi Wehrli, 1923
- A. translucida Sobczyk, 2019
- A. valvata (Gerstaecker, 1871)